# Jano García
Alejandro "Jano" García (Valencia, 26 de diciembre de 1989) es un escritor y economista español.

## Biografía
Abandonó el colegio para dedicarse al póker profesional, una actividad que lo llevó a residir en Londres. Posteriormente, García regresó a España para finalizar sus estudios, obteniendo un grado en Economía y Comercio Internacional. También ha vivido en Santiago de Chile y Nueva Zelanda antes de establecerse nuevamente en España.
García comenzó su carrera en el sector económico, trabajando en el departamento de exportación e importación de una empresa textil antes de emprender su propio negocio. Su interés por la historia, la política y la economía lo llevó a convertirse en un divulgador a través de redes sociales, donde ha ganado una considerable audiencia.
Desde septiembre de 2023 dirige el programa "En Libertad", de la plataforma de comunicación ViOne Media, que se emite de forma independiente en plataformas como iVoox y YouTubecon más de 500.000 oyentes mensuales. Además fue, hasta la venta del diario por parte de sus dueños, director del diario digital El Liberal.
Es colaborador ocasional del programa de televisión de Cuatro Horizonte, presentado por Iker Jiménez. También colabora con el periódico digital The Objective, desde donde arguye ideas antidemocráticas («el siempre despreciable fundamento democrático que se basa en sumar una mayoría jamás puede estar por encima de España»).
En sus escritos critica corrientes como el feminismo, el ecologismo o el animalismo, y esgrime ideas antidemocráticas, como se ve en su artículo titulado "Cuando la democracia no es suficiente", donde afirma que "el siempre despreciable fundamento democrático que se basa en sumar una mayoría jamás puede estar por encima de España".

## Polémicas y opiniones
Jano García es conocido por sus opiniones a veces consideradas polémicas. Ha criticado abiertamente el sistema democrático actual, argumentando que puede llevar a una tiranía de la mayoría. Respecto a los migrantes menores no acompañados, ha afirmado que «los menas generan problemas, inseguridad, delincuencia y todo tipo de agresiones». También ha expresado escepticismo hacia políticas públicas como el pasaporte COVID, al que ha denominado una "licencia para contagiar" y un "certificado de buen o mal ciudadano".
Considera el ecologismo un fraude. Defiende la tauromaquia. Y aplaude el sistema monárquico.
Su postura frente a temas como el cambio climático, el feminismo radical y la igualdad ha sido igualmente considerada polémica. Jano García ha calificado algunos de estos movimientos como parte de un "postureo ético", una forma de una denominada "hipocresía moral".

## Obras
Jano García es autor de varios libros que reflejan su análisis crítico de la sociedad y la política contemporánea. Sus obras más destacadas incluyen:
1. El siglo del socialismo criminal (2017 y 2018). Una serie en dos volúmenes que examina los efectos del socialismo a lo largo del siglo XX.[3]
2. La gran manipulación: Cómo la desinformación convirtió a España en el paraíso del coronavirus (2020). En este libro, García critica la gestión de la pandemia de COVID-19 y cómo la desinformación ha afectado a la sociedad española.[3]
3. El rebaño: Cómo Occidente ha sucumbido a la tiranía ideológica (2021). Aquí explora cómo la ideología ha convertido a Occidente en una sociedad dócil y manipulada.[3]
4. Contra la mayoría: Cómo la democracia genera la tiranía de la masa (2023). Un análisis sobre cómo la democracia puede conducir a la tiranía de la mayoría, limitando las libertades individuales.[3]
5. El triunfo de la estupidez: Por qué la ignorancia es más peligrosa que la maldad (2024).